# Бешлягэ, Владимир Васильевич
Владимир Васильевич Бешлягэ (рум. Vladimir Beşleagă; 25 июля 1931, Малаешты — 25 февраля 2025, Кишинёв) — молдавский писатель, переводчик и политик. Народный писатель Республики Молдова (1991).

## Биография
Владимир Бешлягэ родился 25 июля 1931 года в селе Малаешты (ныне Григориопольского района). В 1955 году окончил Государственный университет Молдовы. Начал свою литературную деятельность как автор рассказов для взрослых и для детей. Более двадцати лет работал в редакциях журналов Молдавской ССР. Первые сборники его рассказов появились в 1956, 1959, 1963 и 1964 годах. С 1965 года — член Союза писателей Молдавии. Всесоюзную известность принёс Бешлягэ роман «Крик стрижа», выпущенный издательством «Советский писатель» в переводе на русский язык в 1969 году.
В 1978 году Владимир Бешлягэ получил Государственную премию Молдавской ССР в области литературы, искусства и архитектуры за свой второй роман «До́ма» (рум. Acasă). Этот роман также был выпущен на русском языке издательством «Советский писатель». В последующие годы вышли романы «Боль», «Игнат и Анна», «Кровь на снегу», «Внук». Произведения Владимира Бешлягэ переведены на многие языки бывшего СССР.
Бешлягэ проявил себя и как художественный переводчик. В его переводе вышли на молдавском языке произведения Льва Толстого, Тургенева, Бичер-Стоу, «Дафнис и Хлоя» Лонга, «Похвала глупости» Эразма Роттердамского и др. В начале 1990-х годов был членом парламента Молдавии. Был главным редактором газеты «Нистру».
Умер 25 февраля 2025 года в возрасте 93 лет. Правительство Молдовы объявило 28 февраля днём траура.

## Награды
- Орден Республики (1996).
- Командор Орден «За верную службу» (2000, Румыния)[6].
- Командор ордена «За заслуги перед культурой»[рум.] в категории A «Литература» (2016, Румыния)[7].
- Почётный гражданин Кишинёва (18 декабря 2014)[8].

## Публикации
- «Zbânţuilă», povestiri pentru cei mici, ed. Şcoala sovietică, 1956;
- «La fântâna Leahului», proză, ed. Cartea Moldovenească, 1963;
- «Zbor frânt», roman, ed. Cartea Moldovenească, 1966;
- «Vrei să zbori la Lună?», proză, ed. Lumina, 1972;
- «Acasă», roman, ed. Cartea Moldovenească, 1976;
- «Acasă», roman, ed. Literatura Artistică, 1984;
- «Durere», roman, ed. Literatura Artistică, 1979;
- «Boli», roman, în l.rusă, ed. Mol.gvardia, 1983;
- «Ignat şi Ana», roman, ed. Literatura Artistică, 1979;
- «Suflul vremii», ed. Literatura Artistică, 1981;
- «Sânge pe zăpadă», roman, ed. Literatura Artistică, 1985;
- «Viaţa şi moartea nefericitului Filimon sau Anevoioasa cale a cunoaşterii de sine», roman, ed. Hyperion, 1992;
- «Zbor frânt», «Acasă», romane, ed. Literatura Artistică, 1980;
- «Cumplite vremi», roman, partea I, ed. Hyperion, 1990;
- «Zbor frânt», «Pădurea albastră», «Cel de-al treilea dacă ar fi fost acolo», «Viaţa şi moartea nefericitului Filimon sau Anevoioasa cale a cunoaşterii de sine», romane, nuvele, ed. Hyperion, 1992;
- «Zbor frânt», «Ignat şi Ana», romane, ed. Litera, 1997.
- «Nepotul», roman, ed. Litera, 1998;
- «Jurnal 1986—1988», ed. Prut Internaţional, 2002;
- «Cumplite vremi», roman, ed. Litera, 2003;
- «Cruci răsturnate de regim. Mănăstirea Răciula. 1959», Ch., 2006;
- «Dialoguri literare», Ch., 2006;
- «Hoţii din apartamente», Ch., 2006;
- «Conştiinţa naţională sub regimul comunist totalitar (RSSM: 1956—1963)», Ch., 2008;
- «Dirimaga», ed. Prut Internaţional, 2009.